# Diaspis helveola
Diaspis helveola är en insektsart som beskrevs av Robert Malcolm Laing 1932. Diaspis helveola ingår i släktet Diaspis och familjen pansarsköldlöss.
Artens utbredningsområde är Kongo-Kinshasa. Inga underarter finns listade i Catalogue of Life.